# Roger Montandon (navigateur)
Pour les articles homonymes, voir Montandon (homonymie).
Roger Montandon est un navigateur suisse, né le 27 septembre 1946. Il s’est distingué pour avoir traversé l’Atlantique à la rame, en solitaire, durant l'année 1996, en 60 jours, battant ainsi le précédent record détenu par Gérard d'Aboville en 1980, qui lui, l’avait effectué en près de 72 jours.

## Enfance et jeunesse
Cadet d’une famille de trois enfants, il a un frère et une sœur prénommés Georges et Marianne. Son papa exerce tout d’abord le métier d'éleveur de chevaux dans une ferme sur les hauts de la commune de Concise, et sa maman, est femme au foyer. À l’âge de six ans, la famille déménage à Fontaines-sur-Grandson, son papa ayant trouvé un travail comme scieur, tout en élevant cette fois, comme hobby, des lapins, avant que la famille ne s’établisse à Grandson un peu plus tard, au bord du lac de Neuchâtel, où cette étendue d’eau lui sert comme lieu de divertissement tous les après-midi. Il va même jusqu’à construire un radeau avec ses copains en s’inspirant de Thor Heyerdahl avec son radeau Kon-Tiki.
Mauvais élève, turbulent, insolant, il n’aime pas l’école, au point de sécher régulièrement l’école pour aller au lac. Il apprécie néanmoins les cours de géographie, tout en rêvant de devenir marin. Il rédige d'ailleurs une dissertation à ce sujet, avec pour thème, ce qu'il voudrait exercer comme métier quand il aura 20 ans. Il obtiendra pour sa dissertation, un 11 sur 10 ! L’été, durant les vacances scolaires, il les passe chez sa grand-tante et son grand-oncle au Locle, où il peut laisser libre cours à son besoin de liberté. Alors qu’il a 12 ans, sa maman décède, et deux ans plus tard, son papa à un accident de moto où il perd lui aussi la vie. Orphelin, son frère Georges devient son tuteur, et il est placé dans une famille d’accueil, composé de cinq enfants, qui vivent eux aussi à Grandson et avec qui il passe de bon moment, notamment durant leur virée au lac de Joux où il peut s'adonner au plaisir du patin à glace en hiver, lorsque le lac est gelé. Il reste néanmoins réfractaire à toute forme d’autorité et quitte l’école six mois avant le terme de sa scolarité obligatoire.
Après sa scolarité mouvementée, il veut entrer dans la compagnie maritime Suisse-Atlantique, mais pour cela il doit obligatoirement posséder une formation et son frère, étant son tuteur, le contraint d'abord à en suivre une. Il sera tout à tour un apprenti cuisiner, à Lausanne, car l’apprentissage ne dure que deux ans et demi, et cela pourrait lui être utile à bord d’un navire, mais il quitte son apprentissage au bout d’un mois, pour commencer une formation de constructeur de bateau, toujours à Lausanne, mais cette formation quant à elle dure trop longtemps et le travail est trop rébarbatif à son gout, alors il se rabat sur un apprentissage de facteur au PTT, dont la formation ne dure elle qu’une seule année. Il obtient son certificat fédéral de capacité, le 4 décembre 1964 et ne perd pas de temps pour prendre le large.

## Marine marchande suisse
Pleine emploi aidant, il embarque dix jours après l’obtention de son CFC dans la marine marchande suisse à Dunkerque, à bord du cargo Bregaglia, qui se rend à Necochea en Argentine, pour charger du blé et ensuite le décharger à Rotterdam. Sur ce cargo, il est mess boy, métier qui consiste à laver la vaisselle et servir l’équipage. Le Bregaglia était un cargo suisse d’environ 18 000 tonnes pour 169 mètres de long, avec un seul moteur de six cylindres de 7500 CV, qui selon lui, est "un bateau mal foutu, qui roulait même par temps calme et qui reculait quand il y avait une tempête". Le Bregaglia avait été construit au début des années 1960 sur les chantiers navals de Treci Maj, à Rijeka en ex-Yougoslavie.
Durant les deux ans et demi qu’il passe à bord du Bregaglia, il navigue sur toutes les mers, en ne se privant pas de faire la fête à chaque port où il accoste. En 1965, il passa 3e stewart, dont la charge consiste à servir les officiers, puis plus tard, 2e stewart, où il ne sert là, plus que le capitaine et l’ingénieur-chef. Durant cette période, il effectue aussi un voyage à bord du Cargo Silvapana (un tas de rouille de 148 mètres, selon ces termes), de Calais en passant par les Trois Lacs pour revenir sur Liverpool. Dans le Bregaglia, il fait la connaissance d’un officier de machine montreusien, Jean-Pierre Vuillomenet, qui avait écrit un livre intitulé, La planète à vélo où il raconte son périple à vélo, qui l’avait notamment conduit à naviguer sur le fleuve l’Amazone en bateau. Confidences qui ne quittèrent plus son esprit, tout comme la scène de galériens ramant au rythme des tambours qu’il avait vu précédemment dans le film Ben-Hur à Lausanne.
En janvier 1966, il rencontre sa future épouse, Yolande, lors de sa première permission qu'il passe en Suisse. Leur premier enfant, Jean-Pierre, nait au printemps 1967. Cette naissance l'incite à quitter la marine marchande pour revenir s’établir en Suisse et rester auprès de sa famille, car pour lui, il estime important d’être un père présent, lui qui avait perdu le sien alors qu’il n’avait que 14 ans. En Suisse, il redevient facteur au PTT à Genève et vit désormais avec sa famille à Vernier dans le quartier du Lignon.
En février 1968, il est incorporé dans l’armée suisse, comme cycliste à Winterthur. Bien loin de déposer dans les fougères sa bicyclette pour se rouler dans les champs, comme le chante Yves Montand dans sa chanson La bicyclette, il doit porter sur sa bicyclette en plus de son paquetage, une mitraillette A51. Affichant ouvertement son antimilitarisme, son insolence et ses idées marxistes, jusqu'à épingler un drapeau de l’URSS dans la chambre de la caserne, d’être membre de l’association culturelle Suisse-URSS et d’être abonné au journal Pravda, il est libéré au bout de deux mois, le 1er avril 1968.
De retour à Genève, il reprend son métier de facteur, et malgré un dériveur 420 au port de Versoix, qui lui permet de naviguer, ils ressentent, lui et son épouse, le besoin de retourner au bord du lac de Neuchâtel, ne supportant plus la cage à lapin où ils vivent et le bruit des avions de l’aéroport de Genève.

## Chantier naval, magasin de pêche et candidature au Conseil d’État
Installé à Grandson en 1969, il trouve du travail dans le chantier naval Staempfli dans cette même ville. Moulage de coques, montage des bancs et des chaises, tel est son quotidien.
En 1970, il projette avec son ami Roland de traverser l’Atlantique à la rame. Pour cela, il prend comme modèle l’un des bateaux « super vent blanc », qu’il fabrique en série dans le chantier naval. Il s’agit d’un insubmersible, mais décide de renforcer la coque, de modifier le pont et ajoute un réservoir d’eau douce qui ferait office de balancier si l’embarcation se mettrait à chavirer. Le départ est fixé pour l'année 1971, mais son ami renonce finalement à l’accompagner, car selon lui, cette traversée comporte trop de danger. En plus de ce désistement, Natacha, la fille de Roger Montandon, est née durant ce projet. Rétrospectivement, il réalisera plus tard lorsqu'il traversera l'Atlantique, le danger que pouvait représenter une telle expédition à cette époque, en raison de la technologie qui n’était pas encore au point, ne serait-ce que la possibilité d’avoir simplement un dessalinisateur à bord, qui permet de désaliniser l’eau de mer. En 1974, son troisième enfant Tania voit le jour, et il fait la promesse à son épouse Yvonne de ne pas tenter d’expéditions tant que leurs enfants ne seraient pas devenus grands et autonomes.
Son imagination reste néanmoins prolifique au chantier naval, car il se met à concevoir un bateau qu’il nomme Le vent du nord, un pêcheur/promenade beaucoup plus stable que le bateau de série qu’il fabrique dans le chantier naval, au point que son patron finira par lui acheter l’idée une dizaine d’années plus tard, en 1983. D’autres idées lui viennent à l’esprit, en rapport avec la pêche, notamment des traîneaux en polyester censés écarter les lignes des barques. Le tableau s’assombrit toutefois pour lui, car il est pris de violentes sciatiques paralysantes pendant son travail. Les médecins lui diagnostiqueront la maladie de Bechterev, dont il gardera des séquelles durant les périodes de froid.
En 1983, il ouvre son magasin de pêche à Grandson, Au fin pêcheur, et comme les affaires fonctionnent bien, il décide de déménager son magasin dans une halle industrielle à Yverdon-les-bains et continue à inventer des articles de pêche : Une machine pour la ligature des anneaux, des valises pour le transport des cannes, des pontons et, cerise sur le gâteau, une canne à pêche télé réglable à éléments coniques et son système de frein, qui lui valent les honneurs d’un salon de pêche à Paris. Sa fille Natacha est également de la partie, car elle y effectue son apprentissage d'employée de commerce.
Le 5 janvier 1988, une très mauvaise nouvelle, lourde de conséquence, vient ternir les affaires de son magasin de pêche. La feuille des avis officiels du canton de Vaud annonce que les ardillons sont dorénavant interdits, ce qui est en soi, mieux pour les poissons, selon la société protectrice des animaux. Manque de chance pour lui, il a pour 150 000 francs suisses de stock. Après diverses tentatives pour entrer en contact avec le chef de la conservation de la faune, sans résultat, il se rend dans les bureaux de l'administration à Lausanne, avec une hache à la main et profère des menaces contre le département de l'agriculture, de l'industrie et du commerce, et son chef, Raymond Junod, qui n'était pas présent, puis, sans mettre à exécution ses menaces, il repart à Grandson, où il est arrêté par la police, interrogé, puis relâché le jour même, car entretemps, la plainte a été retirée, estimant qu’il ne présentait plus un danger pour la société. Après s’être battu au tribunal, pour recevoir un dédommagement de la part des autorités, elles refusent d’entrer en matière, de peur que cela face jurisprudence pour d’autres cas de figure. Après l’école, l’armée, son mépris pour tout ce qui vient des autorités s’accentuent encore un peu plus. En colère et n'ayant rien à perdre, il se présente la même année à l’élection du conseil d’État, sous la liste, indépendant des partis politiques pour tenter de pourvoir le poste du conseiller d’état Raymond Junod qui vient de démissionner et dont le département qu'il dirigeait était l’instigateur de cette décision concernant les ardillons. Pour pouvoir être candidat, il doit présenter des signatures de soutien, et il en obtient plus que nécessaire, 121 signatures pour être précis, en moins de trois jours. En face de lui, il a pour seul adversaire le radical Jacque Martin. Le 26 juin 1988, Roger Montandon perd l’élection mais obtient tout de même 28 % des voix, avec 15 497 bulletins en sa faveur. Un score tout à fait surprenant pour un inconnu du monde politique, bien qu’il ait profité des voix des électeurs votant habituellement à gauche, qui n’avait pour ainsi dire fait campagne que dans la région du nord du canton de Vaud où il habite et travaille. Cette élection n'a par contre pas déplacé les foules, comme l’atteste la faible participation de 16,14 % des électeurs.
Après la faillite de son magasin de pêche en 1991, en dépression, il décide de tout plaquer et de partir seul à Cuba, laissant sa famille derrière lui. Deux de ses enfants étant majeurs, la dernière allant sur ses 18 ans. Le 15 avril 1991, il pose pour la première fois les pieds à La Havane pour repartir le 27 août de la même année pour Haïti. À Cuba, il voulait continuer ses activités liées à la pêche, tout en faisant des virées en bateau pour les touristes, mais la dislocation de l'URSS avait des conséquences jusqu'à Cuba, en faisant tarir la venue des touristes soviétiques et les affaires ne décollaient pas. À Haïti, il reste encore moins longtemps, car le 30 septembre 1991, le président Jean-Bertrand Aristide fut renversé par le coup d'État mené notamment par Raoul Cédras, et les étrangers devenaient encombrants sous le nouveau régime. Il rentre donc dépité en Suisse quelques jours plus tard.

## Tentatives du tour du monde à la rame
À son retour en Suisse, une nouvelle lui remonte néanmoins le moral, Fréderic Guérin cherche à vendre son bateau Ramarève avec lequel il avait tenté de battre le record de la traversée de l’Atlantique de Gérard d'Aboville, mais qui a dû abandonner au bout de 85 jours. Il ne conclura pas l’affaire, estimant le bateau trop fragile, mais trouva intéressante l’idée de fixer une dérive à l’avant et de deux latérales à l’arrière pour une plus grande stabilité. Ses rêves d’expédition refirent surfaces et il se mit dans la tête de faire le tour du monde à la rame sur une durée de trois ans. Le trajet qu'il compte suivre serait le suivant : Marseille, îles Canaries, Antilles, canal de Panama, Australie, Madagascar, Djibouti, et retour à Marseille par la mer Rouge et la mer Méditerranée. Un parcours de 45 000 kilomètres pour un budget de 600 000 frs. En attendant, il trouve du travail dans un chantier naval à Tolochenaz.
Pour construire sa yole, il fait appel à Pierre-André Reymond, un copain de la marine marchande, qui était devenu entre-temps architecte naval. Ensemble, ils conçoivent les plans au mois de juin 1992. En juillet, il se met à l’ouvrage de son bateau qu’il nomme l’Exodus, qui signifie, pour l’exil. Il y consacre environ 2000 heures, dont 30 rien que pour le moulage de la coque. En mars 1993, l'Exodus est prêt. Il le teste sur le lac Léman, en le pendant notamment à une grue à une hauteur de 5 mètres, et en le laissant tomber avec lui-même à l’intérieur, pour qu'il puisse constater de sa résistance lors de fortes vagues. Pour économiser de l'argent, il dort au chantier naval, dans un sac de couchage. Il se met aussi  à la recherche de sponsors, mais sur une centaine de dossiers envoyés, aucun n’aboutit. Il participe également au salon nautique de Genève où il expose l’Exodus. Vente de pin’s et cartes de supporter ne lui rapporte que quelques milliers de francs qu’il consacre à l’achat d’un dessalinisateur manuel Survivor 35 de l’armée américaine, un harnais de sécurité, un poste de radio récepteur mondial pour capter les bulletins météo, et un GPS. Quelques dons de matériels d’autres exposants ou de visiteurs feront partie de ce qu’il a pu récolter, comme des vêtements de mer. Un médecin vivant à Vevey, ayant lu dans un journal qu’il n’avait pas de trousse de secours, lui fera parvenir des médicaments, des bandes et des pommades, et lorsque plus tard, ils se rencontreront, le médecin viendra accompagné d’un diététicien, qui lui donnera une grande quantité de poudres énergétiques pour l’aider à garder un taux de sucre constant pendant ses traversées. Finalement, sur le plan financier, il ne parvient à réunir que 60 000 frs, le 10e du budget qu’il s’était fixé, mais il s’en contentera.
Le 27 mars 1993, il se rend à Marseille pour commencer son tour du monde à la rame. Arrivé sur place, il participe au salon nautique de Marseille où il rencontre un autre médecin qui lui offre de la nourriture lyophilisée pour une centaine de jours. Chaque paquet contient 3 000 calories.
Le 4 avril 1993, il prend enfin le départ depuis le prado plage, noir de monde en raison du dernier jour du salon nautique. Sa famille et son employeur sont là pour le voir partir. Il a hissé sur l'Exodus, un pavillon représentant le drapeau européen, pour montrer qu'il faisait partie de ceux qui auraient voulu que la Suisse entre dans l'Espace économique européen, refusé en votation par le peuple suisse, le 6 décembre 1992, malgré le fait, que la majorité de la population de tous les cantons romands, l'ait accepté. Après seulement 10 kilomètres, les porte-rames qu’il avait montés en vitesse avant de partir se sont dévissés. Il essaie de les réparer en mer, mais n’y parvient pas, il rentre donc au vieux-Port de Marseille, tard le soir. Le lendemain, il réussit à réparer les porte-rames sur le chantier naval L’Estaque. Le 6 avril, il repart, mais le mistral s’étant levé, il n'arrive pas à prendre le large, il longe donc les falaises au risque de s’y fracasser. Il arrive à la pointe des Figuières, mais le vent le fait reculer, alors il se réfugie dans la calanque de Niolon. Il y reste trois jours et s’occupe en attendant, de réparer le bateau d’une habitante. Bien que le vent faiblissait, il devait faire du cabotage, ramer pendant la journée en longeant les côtes et accoster le soir à l’abri. Quand le vent se leva à nouveau, il dut se réfugier à Carro pendant une journée. Il poursuit ensuite son périple et traverse le golfe de Fos mais le temps est brumeux et il coupe la route aux pétroliers. À l’embouchure du Grand-Rhône les courants le repoussent au large. Il passera la nuit sur la plage de Faraman. Le lendemain, au golfe de Beauduc le mistral est si fort qu’il se retrouve à nouveau sur la plage de Faraman où il restera deux jours, puis parvient à accoster aux Saintes-Maries-de-la-Mer. Après une semaine, il n’a parcouru qu’une centaine de kilomètres. Le lendemain, il atteint Port-Camargue où il aperçoit le conseiller fédéral Jean-Pascal Delamuraz sur le pavillon du Merit Fehlmann, mais il tourne les talons sans demander son reste. Il traverse ensuite le golfe d'Aigues-Mortes, mais le mistral revient à nouveau contrecarrer ses plans et cette fois, il recule plus loin que le port de Camargue où il se réfugie sur une plage. Il décide le soir de rejoindre Palavas-les-Flots, et découvre une fête au port et il y rencontre Claude Chastelain, le recordman de l’heure au kayak. Claude Chastelain l’escorte le lendemain jusqu’à Frontignan, en tournant autour de lui. Il voulait gagner Sète, mais sur les conseils avisés des pêcheurs, il décide d'attendre un mois avant de repartir, le temps que le mistral se calme. Le 18 avril, il n’a parcouru que 200 kilomètres. De retour en Suisse, les journalistes l’attendent à la gare de Genève. Il n'apprécie guère parler aux médias, qui le prennent pour un galérien illuminé. Sa taille d'environ 1 mètre 70, son corps fluet, son âge proche de la cinquantaine, et sa pipe, ne l’aident pas, et lui donnent une image décalée par rapport ce que les gens attendent, comme stature, pour un tel défi physique que représente le projet fou d’un tour du monde à la rame. Mais pour intéresser d’éventuels sponsors, il se plie à l’exercice de l'interview.
Fin mai, il se rend à nouveau à Frontignan où il avait laissé l’Exodus, et le 7 juin, après que le mistral soit tombé, il continue son périple, cette fois dans de bien meilleures conditions, au point de faire 50 kilomètres en une seule journée pour atteindre Le Grau-d'Agde. Le lendemain, il atteint Valras-Plage et en profite pour y faire une halte, pour découvrir ce village qu’il n’avait pas eu l'occasion de visiter à l'âge de 25 ans, lorsqu’il avait décliné une invitation de la société locale de pêche au thon. Repus après avoir festoyé, il repart, mais arrivé à Gruissan, le mistral se lève à nouveau. Après plusieurs jours bloqué dans ce port, il met enfin le cap sur Port-la-Nouvelle, mais à hauteur du cap Leucate, la tramontane se déchaîne, les vents atteignent 80 km/h et en voulant observer aux jumelles le sémaphore d’un centre de sauvetage, il perd l’équilibre et son épaule heurte une des barres en inox du cockpit et tombe à la mer, mais parvient néanmoins à remonter à bord, non sans mal. Blessé, il est contraint d’appeler les secouristes qui l’emmèneront au centre hospitalier de Narbonne où les médecins diagnostiquent une fracture. Découragé, il décide de jeter l’éponge car son bateau offre trop de prise au vent en mer Méditerranée. Il appelle son fils Jean Pierre pour venir le chercher et rapatrier l’Exodus. De rage, il ira jusqu’à jeter son livre de bord à la suite de cet échec.
À la suite de cette nouvelle tentative avortée, les médias redoublent d'ironie. Durant cette période où il va de mésaventures en mésaventure et ne parvient pas à atteindre ses objectifs, les médias et une partie de la population, le compare tantôt à Tartarin de Tarascon, Don Quichotte, voire à Little Big Man, mais rien de tout ce battage, ne le fait dériver de la poursuite de ses rêves. Il considère, qu’en Suisse, les habitants n’ayant pas une culture de la mer, mais des lacs, ils ne peuvent, pour la plupart d'entre eux, comprendre les difficultés de naviguer sur mer, et encore plus, à la rame. Il est par contre peiné pour sa famille, qui subit indirectement les conséquences de ses échecs. Il y a malgré tout, des journalistes qui croient en lui, et respectent l'homme qui poursuit ses rêves coûte que coûte, dont Laurent Antonoff, journaliste au 24 heures, qui continue à suivre ses aventures et lui consacre de nombreux articles, dans les bons mais aussi mauvais moments et avec qui Roger Montandon collaborera plus tard, pour écrire son livre, Un petit bateau dans la tête, paru en 1997. Il apprécie aussi, le dessinateur de presse Raymond Burki, œuvrant dans le même journal, qui l'illustre souvent, pipe au bec, avec un entonnoir sur la tête, et qui se transformera plus tard, en trophée lorsqu'il parviendra à traverser l'Atlantique à la rame. Certains dessins de Raymond Burki, illustreront d'ailleurs son livre, comme Raymond Burki publiera à nouveau certains de ses dessins caricaturant Roger Montandon, dans son livre Burki, Grands Crus, paru lorsque Raymond Burki prit sa retraite en 2014, et dont il devait faire des choix parmi les 8000 dessins qu’il avait publiés durant sa carrière.

## Expédition en mer Rouge
Loin de renoncer, il projette à nouveau de faire un tour du monde à la rame, en neuf étapes, mais cette fois au départ de Djibouti. La première étape, est prévue en mer Rouge, mer, où son écrivain préféré, Henry de Monfreid avait navigué en son temps, puis il poursuivra sur la mer Méditerranée. Il utilisera cette fois un nouveau bateau plus léger, jusqu'à Tanger, où il retrouvera L’Exodus pour continuer son tour du monde. Cela ne se passera néanmoins pas comme prévu.
Le début de l’expédition est prévu pour mars 1994. Comme moyen de locomotion, il navigue sur une yole d’initiation pour l’aviron qu’il avait mise au point avec le patron du chantier naval de Morges. Ce bateau en polyester mesure 530 cm de long et 80 cm de large, avec 40 cm de tirant d'air. Il renforce le modèle de série pour résister aux récifs de corail et rajoute un panneau solaire sur le pont. Des coffres étanches pour sa nourriture, ses vêtements, son sac de couchage et son matériel de cuisine sont installés à l’intérieur. Une boussole et un GPS pour seul instrument de navigation. Il le nomme le "Perret Optic Swixx Watch", car l’opticien de Bienne, Yves Perret, qui l’avait déjà aidé pour sa tentative de tour du monde, participe financièrement à l’aventure en se chargeant des frais de transport de la yole. Il espère néanmoins en tout cas, parvenir jusqu'à Suez, et peu de temps avant de partir, il découvre que sur les armoiries de la famille Montandon se trouve une ancre et une devise avec la mention Je tiens ferme à cet océan et je m'attache au ciel visiblement. Il interprète cela, comme s'il avait été un galérien dans une vie antérieure.
Arrivé à Djibouti avec les visas nécessaires pour chaque pays traversé, il rencontre par hasard dans un taxi qui les emmènent tous les deux à l’hôtel de l’Europe, le cinéaste et photographe Raymond Depardon, qu’il ne connaissait pas. Cette rencontre lui permet de se mettre rapidement dans le bain de ce pays et de ses particularités. Raymond Depardon le mettra aussi en relation avec un coopérant français rattaché au président de la république de Djibouti, qui lui parlera de lui pour les papiers indispensables à obtenir dans les différents ministères pour quitter Djibouti par la mer. Les nuits suivantes, il les passe à l’hôtel des Alpes, tenu par un Jurassien qui s'avère être aussi trois fois moins cher, ce qui est bienvenu pour son budget limité. Après une semaine d'attente pour obtenir les derniers documents et de déambulation dans cette ville qui transpire la misère, il part finalement le 4 avril 1994 du port de Djibouti, escorté par des militaires en zodiac. Il atteint l'île Moucha le soir. Le lendemain, il arrive à Obock, suivi par de petits requins qui fort heureusement pour lui s’avèrent non agressifs, mais le soir, il constate que les joints de sa trappe où est stocké sa nourriture n’ont pas tenu, alors que de l’eau tombait dessus. Il passe la journée à réparer sa trappe avec du scotch. Il en profite aussi pour soigner ses cloques aux mains. Le jeudi 7 avril, il atteint difficilement Khor Angar en raison des vents de force 4 sur l'échelle de Beaufort et en accostant, il tombe sur des trafiquants d’armes qui lui confisquent son bateau le temps qu'ils chargent les armes sur un boutre yéménite qu’ils badigeonnent avec de la graisse de requins morts en les faisant bouillir pour rendre étanche la boutre. Le soir, il partage le khat et bois du thé avec eux. Le lendemain, les trafiquants étant partis, il repart sur Ras Duméra et tombe cette fois sur des tortues géantes qui sortent de l’eau pour respirer, et passe au large des îles des Sept Frères. Avant d’arriver à Ras Duméra, il aura la mauvaise surprise d'observer un requin plus long que son bateau, qui n'a rien trouvé de mieux à faire que de le suivre, mais là aussi, se sera sans conséquence. Samedi, alors qu’il longe la côte sur les récifs en direction de Ras’Sin, il se fait tirer dessus par un homme, depuis la côte, sans qu’il parvienne à le toucher. Il en déduira qu'il y a plus de requins sur terre que dans la mer. En fin de journée, il arrive dans la baie d’Assab où il prend plaisir à naviguer entre les îlots tant le lieu est paradisiaque, et dort le soir dans cette ville, dans un hôtel. Le lendemain, il doit régulariser sa situation par rapport à son visa éthiopien qui n'est pas reconnu en Érythrée. Il reprend la mer le lundi 11 avril et parvient après plusieurs jours dans des conditions difficiles, en raison des forts vents, à T’io, le 20 avril. Il observe dans ce village de pêcheur des vestiges de la guerre d'indépendance de l'Érythrée, notamment des épaves de containers d’aides humanitaires vides. Le 25 avril, il atteint l’île Adjuz où il s’improvise soignant, du fait du contenu de sa pharmacie qui suscite un grand intérêt au sein de la population. Le 28 avril reste une journée mémorable pour lui avant d’atteindre Ra’s Corali, du fait de la beauté de la mer et de ses couleurs fantastiques, où il a eu l'impression de naviguer sur le plus bel aquarium du monde. L’eau est si limpide qu’il voit le fond de la mer à quinze mètres sous lui. Le lendemain, il fait cap sur l’île de Dissei sur laquelle trônent trois volcans et contemple le lagon. La journée suivante sera bien moins idyllique, en raison des forts vents qui le feront difficilement atteindre Massaoua, qui est la plus grande ville portuaire de l’Érythrée. Il y découvre une ville en partie en ruine en raison des séquelles de la guerre et dormira sur la plage de l’hôtel Lido, qui est détruit. Il y reste deux jours, pour se ressourcer, et se remet en route le 4 mai, le long de la côte désertique, et fera halte le soir au milieu du désert.
Au matin du 5 mai 1994, il réalise que son bateau n’est plus là, il longe la plage et découvre le Perret optic Swi Watch, 500 mètres plus au sud, inondé et le contenu de l'embarcation pillé. Il ne lui reste plus que ses papiers d’identité, son dessalinisateur, sa caméra, une ration de nourriture et un peu plus de 100 dollars, qu’il avait pris soin de garder sur lui. Ce spectacle signe le glas de son expédition et le met dans un désarroi complet. Après avoir mis le contenu de ce qu’il pouvait prendre dans son sac de couchage, il se met en marche pour retourner à Massaoua dans le désert sous un soleil de plomb. Le soir, il rencontre des nomades qui le ramèneront moyennant 35 dollars à destination. Le 7 mai, il utilise ses derniers dollars pour prendre le bus pour la capitale Asmara, où il trouve refuge à l’ambassade d’Italie qui fera le nécessaire pour le rapatrier en Suisse. Le 11 mai 1994, il est accueilli par des journalistes à la descente de l’avion pour avoir l’exclusivité de son récit. Dans sa mésaventure, il estimera tout de même que si son voyage avait continué, il aurait pris des risques importants en longeant et en accostant au Soudan, à cause de la guerre civile soudanaise.

## Traversée de l’Atlantique à la rame
Son nouveau projet, il y pense dès son retour en avion, ce sera la traversée de l’Atlantique à la rame avec son bateau l’Exodus, des îles Canaries aux Antilles, pour une distance estimée de 5 400 kilomètres. Pour mener à bien cette nouvelle aventure, il doit auparavant réunir l’argent pour pouvoir acheminer l’Exodus par cargo à Las Palmas de Gran Canaria en reprenant son métier au chantier naval. Yves Perret, l’opticien de Bienne, participe à nouveau financièrement à l'aventure et le journal 24 heures lui offre un Inmarsat-C, un appareil de transmission et de réception de message par satellite géostationnaire à partir d’un simple ordinateur portable. Ce contretemps financier lui fera repousser à février 1995 son départ à la place de l’automne 1994. Sur le plan familial, il vit séparé de sa famille, mais devient grand-père d’une petite fille nommée Océane.
Le 18 février 1995 il rejoint Las Palmas de Gran Canaria, l’Exodus quant à lui débarque le 3 mars, non sans soucis administratifs. Il le transporte en voiture jusqu’à Puerto Rico, au sud de l’île, car il s'avère être trop risqué par l’océan, en raison des vents violents qui s’engouffrent entre les îles Canaries. Arrivé sur place et après avoir mis l’Exodus à l’eau, il décide rapidement de se déplacer jusqu’à Arguineguín, un quartier de pêcheur moins touristique et loin des curieux. Pour changer dans ses contrariétés, le soir même, des vents se lèvent jusqu’à forces 8 sur l'échelle de Beaufort, amenant la houle et faisant dériver un bateau qui viendra percuter l’Exodus, provoquant des dégâts, dont un porte-rame qui s’est cassé, ce qui le contraint d'en commander un autre, en France par courrier postal. Les pécheurs lui confieront le lendemain, que cela faisait deux ans qu’ils n’avaient pas eu un tel coup de tabac sur l'île. Son dessalanisateur lui crée aussi des soucis. En attendant le porte-rame, les semaines passent, mais les alizés étant passées, il décide de reporter son départ en automne. Entretemps, il emmène l’Exodus à Pasito Blanco, chez Juan Adank, surnommé Don juan, le capitaine du port, qui s’avère être un compatriote. Rentré à Grandson le 8 avril, il héberge dans un réduit que lui a mis à disposition son employeur, au chantier naval où il travaille également en vue d’économiser de l’argent, jusqu’au 16 septembre où il repart aux îles Canaries. Les alizés n’étant pas au rendez-vous, il en profite pour connaître du monde et s’acclimater à la vie sur place. Le 6 novembre, il tente un départ, mais le soir même, les vents ont tourné et il se voit contraint de contacter Don Juan pour venir le remorquer. Le 26 du même mois, son départ tourne à nouveau au fiasco, pour les mêmes raisons. Obstiné, le 7 décembre, il reprend la mer, qui cette fois, lui laissera un répit de deux jours, mais des vents de forces 9 à 10, qui signifient une tempête, viennent mettre un arrêt brutal à son expédition. L’Exodus prend déferlante sur déferlante, quatre de ses ancres flottantes éclatent sous la violence, et il se rapproche dangereusement de la côte marocaine, où se trouvent des falaises et des récifs. Le 12 décembre, un hélicoptère envoyé par Don juan lui signale qu’un remorqueur le conduira sur l’île volcanique de Fuerteventura, au port de Morro Jable. Après ses tentatives ratées, il se rend en Suisse pour Noël voir sa famille. Il en profite pour se procurer cinq ancres flottantes et repart le 8 janvier 1996. Il se rend à nouveau à Morro-Jable où se trouve l’Exodus et part à la rame, le 27 janvier en direction de Las Palmas où il fera remorquer l’Exodus le 28 à Pasito Blanco.
Après un mois d'attente, la météo devient finalement favorable avec des vents faibles, de force 3 à 4, et le 23 février 1996, est la journée qui le fera quitter le port d’Arguineguín pour traverser finalement l’Atlantique à la rame.
Ce fameux jour pour lui, il prend le départ accompagné d’un couple qui navigue sur son propre bateau, qu’il avait rencontré la veille. Le 24, il a déjà parcouru une centaine de kilomètres et le couple poursuivra de son côté vers le Sénégal. Jusqu’aux îles Cap-Vert, il se méfie, car les vents ne sont pas réguliers, alors que depuis le Cap-Vert, les alizés sont établis et réguliers. Le 25, se seront 175 kilomètres parcourus, son record de la traversée. Le 28, son dessalinisateur commence à poser problème, il lui faut maintenant manuellement deux heures de pompage pour produire 5 litres d’eau potable. Les jours qui suivent, l’océan est agité. Le 6 mars, il ne parcourt que 18 kilomètres, sa plus mauvaise performance de la traversée, mais il a son premier contact radioamateur sur bandes marines provenant du sud de la France. Le 7 mars, les vents tournent enfin, et il franchit la barre des mille kilomètres, ce qui signifie aussi qu'il ne lui reste plus que 200 kilomètres à parcourir jusqu'aux îles du Cap-Vert.
Le 9 mars, après avoir croisé son premier aileron de requin dans la matinée, l’Exodus chavire à midi. Il plonge dans l’eau, relié par la ligne de vie, la sangle de sécurité qui le relie à son harnais, pour remettre l’Exodus dans sa position. Chaque nuit, il doit fabriquer son eau douce, mais ce soir-là, son dessalinisateur explose en deux parties. Il a encore un dessalinisateur de secours, mais beaucoup moins performant. Il lui faut six heures de pompage pour produire deux litres d’eau, et si celui-là se casse passé le Cap-Vert, cela signifie pour lui le point de non-retour, sa traversée peut s’arrêter net, sans eau potable. L’eau de mer, même diluée, qui serait bue pourrait entraîner la mort. Dès cet instant, son dessalinisateur deviendra l’objet le plus précieux à bord, il l’emballe dans des chiffons pour éviter qu’il ne subisse un choc et l’attache à la main courante. Le 14 mars, il dévie sa route pour passer entre les îles Do Sal et São Nicolau et ainsi éviter les pièges des courants côtiers. Le soir, son régulateur d’intensité électrique rend l’âme, il en bricole un nouveau avec un sucre sur lequel il branche les fils. Il contrôle désormais la charge de la batterie manuellement avec un voltmètre toutes les heures, et si la batterie arrive au maximum de sa capacité il n’aura qu’à débrancher les fils. Le 15 mars, les îles du Cap-Vert sont derrière lui, mais il est conscient qu’il n’atteindra pas les Antilles, car pour cela, il aurait fallu qu’il passe au nord des îles du Cap-Vert. Il est descendu trop au sud et il suppose qu’il atteindra plutôt la Guyane. Il atteint malgré tout ce jour- là les milles marins, c’est-à-dire 1 800 kilomètres dans un lieu riche en plancton. Le soir, il se montre plus prudent et attentif qu'à l'accoutumé, car il passe dans une zone de route maritime. Les jours qui suivent sont relativement calmes, la mer s’agite néanmoins le 23 mars avec des vents de force 4 à 5 avant de redevenir calme le lendemain. Le 27 mars, il atteint la moitié du trajet, avec 1 736 miles au compteur, soit 3 100 kilomètres. Le 29 mars, il se trouve sur la Plaine abyssale de Gambie. Le 5 avril les vents ne font passer que d’Est à Nord-est, ce qui se répercute sur son embarcation en le faisant tanguer. Le 8 avril, la chaleur devient étouffante et la moisissure commence à faire son apparition dans la cabine. Nettoyer au vinaigre n’y change rien. Il est face à un dilemme, car il ne peut ouvrir la porte de sa cabine trop souvent pour aérer et réduire le risque de moisissure, au risque que l’air ambiant chargé de sel endommage ses appareils électriques. En outre, les déferlantes peuvent à tout moment inonder l’habitacle. Le 10 et 11 avril, les vents se situent de force 5 à 6. Le 12 avril, il s’approche de l’équateur terrestre, la couche des nuages est épaisse, le soleil a de la peine à traverser et il fait très chaud, au point qu’il a de la peine à respirer. C’est néanmoins l’anniversaire de son fils Jean-Pierre, et il améliore pour l'occasion son menu en guise de fête. Le 13 avril, les forts courants de surface qui remontent des Antilles le freinent et le 14, les vagues arrivant de biais le font presque chavirer à tout moment. Il décide de poursuivre sa route plutôt en direction de l’embouchure de l’Amazone. L’endroit est réputé inhospitalier, mais il est tout de même heureux, car c’est une région qui l’a toujours attiré. Le 16 avril, il franchit la barre des 3 000 miles, (5 556 km) et sent qu’il commence à toucher les courants du Brésil. Le 18 avril, une sale mer se lève, il reçoit les vagues sur le travers. Le 19 avril l’eau prend une couleur cuivrée, il en déduit que cela provient de l’Amazone. Le lendemain, son allure baisse, car des courants côtiers, couplés aux courants de l’Amazone, se déversent dans l’Atlantique. Il est stupéfait de la force monstrueuse de ces courants, distants de 250 kilomètres. L’eau devient de plus en plus brune et boueuse et les vents chutent de 2 à 3 sur l’échelle de Beaufort.
En ce jour du 22 avril 1996, à l'approche du rivage, après 60 jours et un record de traversée à la rame à la clé, ce n'est ni un comité d'accueil, ni une plage de sable fin qu'il découvre, mais des pêcheurs dubitatifs, qu'ils l'accompagnent dans leur passe à l’abri de la marée montante avant de repartir pour la pêche. Il met finalement pied à terre sur l’île Jipioca, embourbé jusqu’au nombril, avançant péniblement dans la boue, avant d’atteindre le sable dur où il gagne la forêt vierge. Ses jambes le font souffrir et il a le mal de terre, au point de tituber. Mais peu importe, car c'est pour lui à cet instant, le moment le plus serein qu'il ait ressenti dans sa vie. Il aperçoit rapidement des minces filets d’eau qui courent sur la plage, et réalise en remontant les filets d’eau, qu’il s’agit d’eau douce. Elle ne provient pas d’une source mais c’est de l’eau de mer qui est naturellement filtrée par de la tourbe. Plus tard, il apprendra que l’île de Jipioca est une station écologique d’importance majeure et que pour s’y rendre, il faut des autorisations spéciales. Les pêcheurs, après leur journée de pêche, reviennent sur l’île. Ils comptent rejoindre leur port d’attache, Macapa, lorsque leurs cales sont pleines, et cela peut prendre plus d’une semaine. Ils passent la soirée ensemble, où viendront s'inviter une nuée de moustiques. Le lendemain, après une bonne nuit de sommeil, un avion militaire le survole et cherche à le contacter par radio, mais ne comprenant pas le portugais, ils ne parviennent à communiquer. En attendant, il attend la marée montante et tente ensuite de rejoindre l’île de Maraca, à environ 15 kilomètres d’où il se trouve, et où se situe un phare. Mauvaise décision de sa part, car rejoindre cette île s'avère être périlleux il y a peu de fond pour l’atteindre et les rouleaux de l’Atlantique sont redoutables. Ces rouleaux atteignent près de sept mètres, ce qui met l’Exodus en mauvaise posture. Entre deux déferlantes, l’Exodus est littéralement râpé sur le sol. Il passe la nuit sur l'Exodus, dans ces conditions titanesques. À cinq heures du matin, il lance un appel de détresse par le biais de son Inmarsat-C qui indique automatiquement sa position. À bord, il n’avait pas pris de balise Argos, qui reste toujours en veille et indique en continu sa position, car il ne voulait pas se sentir épié, alors qu’il recherchait la liberté et se sentir indépendant de toute contrainte durant ce voyage. À neuf heures, il tente une approche, non sans mal, sur une passe de pêcheurs, qui viendront à nouveau l'assister et parvient à atteindre la baie où il se retrouve en sécurité. L’avion militaire le survole à nouveau, il cherche encore à le contacter et un pêcheur lui montre la mer et il y voit un navire de guerre au loin, une corvette H19 nommé Tenente Castelo. Le commandant Kennedy, qui parle le français, lui signale que cela fait 24 heures qu’ils le cherchent. Le commandant lui indique qu’il faut qu’il se rende à neuf kilomètres au large des côtes, car le navire est trop imposant et ne peut venir sur l’île. Les pêcheurs sont d’accord pour le remorquer jusqu’au navire, malgré les flots déchaînés et la mer qui monte. Ils parviennent néanmoins à atteindre le navire, et l’équipage arrime l’Exodus, et le hisse à bord, où il est requinqué par une douche et un bon repas. Il en profite pour signaler au commandant que le phare de l’île de Macara est en panne et qu'il avait donc eu du mal à s'orienter. Le commandant lui indiquera que le phare était en fait en panne depuis plusieurs années, il pouvait donc bien chercher. Avant de rejoindre la terre ferme, il doit néanmoins transférer l’Exodus sur une autre corvette, le Méarim v-22. Pour cela, il doit sauter dans l’eau en furie qu’est l’embouchure de l’Amazone, là où la force du fleuve rencontre les déferlantes de l’océan pour monter à bord de l’Exodus, et rejoindre à la rame le Méarim. Dans la manœuvre, un porte-rame se brise et un panneau solaire explose, mais il y parvient. Il a droit à bord, au même cérémonial que le précédent navire. Il débarque à Bélem, le 25 avril, sans échapper aux formalités douanières, puis confie l’Exodus au club nautique de Bélem. Il découvre dans cette ville, le luxe, à travers le club nautique et un Libanai s'exprimant en français, rencontré dans ce club qui lui fera visiter sa demeure, côtoyant la misère dans les rues et sa criminalité, dont il fut victime en étant dérobé de sa chaîne en or et plus tard une tentative de pickpocket. Avant de partir, il participe à une expédition, proposée par l’hôtel, pour aller voir des Indiens et découvrir leur mode de vie, mais arrivé sur place, il n’y a rien d’authentique. Il rentre en Suisse le 30 avril, et retrouve à l’aéroport sa famille et des journalistes admiratifs,.

## Fleuve Amazone en pirogue
En accostant vers l'embouchure de l'Amazone au terme de sa traversée de l'Atlantique, alors qu'il prévoyait avant de partir, d'arriver aux Antilles, il y voit là un signe du destin. Ce fleuve mythique qu'il rêvait depuis longtemps de descendre en pirogue se fera la même année. De retour en Suisse, il participe à différentes manifestations en son honneur ou à des comptoirs qui lui permettent de s’exposer et tenter de financer son nouveau projet. À côté, il reprend son travail au chantier naval de Grandson. Dans le but de faire des repérages pour sa descente de l'Amazone, il retourne le 5 juillet 1996 à Bélem, et à contrecœur, de céder l'Exodus au club nautique de Bélem, car il ne dispose pas des 10 000 frs nécessaire pour le faire rapatrier en Suisse. Mais sur place, il apprend que son patron a décidé de lui avancer l’argent pour rapatrier l'Exodus en Suisse. D’autre part, le journal 24 heures lui propose de s’exposer lui et l’Exodus au comptoir de Lausanne. En attendant le cargo, il retrouve des militaires qui l’avaient secouru en débarquant au Brésil à la base navale de Val-de-Gras. Ils lui présentent le commandant des lieux, avec qui il se met d’accord pour suivre ces militaires sur leur pirogue en aluminium dotée d’un moteur hors bord. Ensemble, pendant cinq jours, ils patrouillent sur une petite partie de l’Amazone, les militaires pour leur contrôle, lui pour ses repérages, ce qui lui permet de constater que la descente de l’Amazone était faisable et correspondait à ce qu’il avait imaginé. La nourriture pouvait facilement se trouver en raison de fruits en abondance, riches en vitamines et par la pêche. Le long du fleuve, tous les kilomètres, il y a également au moins une habitation où il pourra se ravitailler. Question navigation, cela lui parait aussi tout à fait réalisable.
De retour à Bélem, il fait la rencontre de Cristina Diniz, une photographe qui immortalise les clients, sur la terrasse des bistrots, et ils s’amourachent l’un de l’autre. Il lui fait part de son projet, et décident ensemble qu'elle le suivra sur une autre embarcation, lors de sa descente de l’Amazone.
Il revient en Suisse le 25 juillet et l’Exodus le rejoint un peu plus tard par cargo. Il participe encore à différentes foires et emmène l’Exodus au comptoir suisse de Lausanne le 9 septembre et propose aux visiteurs de lui acheter des kilomètres d’Amazone à dix francs les 1 000 mètres. Il y reste 10 jours, avec l’aide de la secrétaire du chantier naval et une secrétaire bénévole. À eux trois, ils placent 1 500 kilomètres de souscriptions auprès d’environ 800 personnes. D’autres, participeront financièrement au projet.
Le 27 septembre 1996, le jour de ses 50 ans, il débarque à nouveau à Bélem. Il tient absolument à fêter son anniversaire près de l’Amazone, là où il s’imagine déjà finir sa vie, tant il s’y sent bien. Il participe quelques jours plus tard à la procession de Notre Dame de Nazareth, évènement très couru dans la région.
Pour descendre l’Amazone avec une simple pirogue en bois, il décide cette fois de louer les services d’un accompagnant, nommé Cerreca, à 75 frs la journée, qui le suivra ou le devancera à bord de sa barge  équipée d’un moteur diesel. Cristina sera à bord avec Cerreca. Cristina et Roger Montandon remonteront l’Amazone jusqu’à Benjamin Constant point de départ de son expédition, du 21 octobre au 3 novembre, à bord de plusieurs embarcations. La première nuit, la barge prévue pour 100 personnes fait naufrage en raison du surpoids qu’ont occasionné les deux cents personnes à bord et tout le bric-à-brac qui se trouve sur l’embarcation. Ils sont remorqués par une barge identique, avant de prendre d’autres embarcations. Lors de cette remontée de l'Amazone, il aperçoit passablement de caïmans, ce qui le décide de ne pas prendre le risque de dormir en lisière pendant la nuit, durant la descente de l’Amazone. Il en parle à un Indien, qui lui conseille de se positionner au milieu du fleuve pendant la nuit, où les courants sont les plus forts, de s’allonger dans la pirogue et de s’endormir. Cela comporte néanmoins un risque, car les bateaux qui fréquentent le fleuve peuvent le couler pendant son sommeil, il devra donc se montrer très prudent.
Le 6 novembre 1996, à bord de sa pirogue payée sur place 180 francs, il prend le départ depuis Benjamin Constant, une ville à la réputation sulfureuse en raison de ses nombreux trafics et crimes. Trois mille kilomètres le séparent de Bélem. Dans la première partie de son périple, le courant n’est pas très rapide mais constant, environ 4 km/h. L’eau est chargée d’argile en suspension et de couleur brune, ce qui ne lui permet pas de distinguer les piracuru, qu’il appréhende. Il navigue durant la saison sèche, l’eau est au plus bas. Le 9 novembre, il atteint l’embouchure de rio Iça, les courants deviennent plus forts et les troncs d’arbres qui flottent sur le fleuve, de plus en plus nombreux, mais sans conséquence, car ces troncs d'arbre vont à la même vitesse que lui. Le lendemain, il longe la localité de Foz do Jutai et découvre à partir de là, les méfaits de la déforestation. Ce n’est plus la jungle, mais des pâturages avec de monstrueux engins de chantier qui nivellent le terrain. En observant la modernité qui s'est installée le long des rives, il regrette de n’avoir pas tenté la descente du fleuve, trente ans plus tôt. Le 11 novembre, le fleuve se rétrécit mais mesure encore 1 km de large, ce qui accentue encore la force des courants. Le 12 novembre, il passe l’embouchure de rio Japurá, et de nouveau, les courants augmentent, qui provoquent à certains endroits des tourbillons. Contrairement  à la mer Rouge, l’eau opaque ne lui permet pas de voir la faune et la flore sous la surface de l’eau, il apprécie néanmoins d’observer de temps à autre des boto, des dauphins ayant comme particularité de sembler roses en raison de la végétation décomposée donnant une couleur de thé au milieu aquatique. Il s’habitue petit à petit au taux d’humidité qui peut atteindre 80 % et le rythme de ses nuits, où il arrive à dormir 8 heures par nuit, porté par le courant au milieu du fleuve, tout en prenant garde au bruit des embarcations qu’il pourrait rencontrer. Le 16, il arrive à Manacapuru, un gros village, où règne la misère. Il y reste la journée, en compagnie de Cristina. Le 17 novembre, il repart et passe l’embouchure de rio Negro, ce qui représente pour lui, la moitié du parcours, mais déplore en même temps à nouveau les ravages de la déforestation. Le 21 novembre, il atteint Parintins et doit s’arrêter au poste frontière de l’État d’Amazone et de l’État de Pará. Le 24 novembre, avant d’atteindre Santarém, il doit faire face à une zone périlleuse, car les eaux claires du rio Tapajós se mélangent à l’Amazone et cela a pour conséquence de provoquer des tourbillons au milieu du fleuve. Il se rend donc au bord de la rive, et constate que l’eau est plus claire et il voit finalement des poissons dans l'eau. Arrivé à Santarém, il y fait une halte et rejoint avec Cristina, en bus, le village de Alter do Chao, qui se trouve être un site de pêche avec un lagon magnifique, et un lieu sacré pour les Indiens Tapajós d’antan. Le 25 novembre, il repart et se réjouit de la poursuite de son voyage, car jusqu’à Bélem, le fleuve et ses rives sont plus sauvages et plus authentiques. Le lendemain, il commence à sentir les brises atlantiques, qui le rafraîchissent, mais les courants diminuent, car il y a moins de dénivellation et il ressent les effets de la marée. Le spectacle de la nature le fascine tant à cet endroit, qu’il décide de naviguer au bord de la rive et ne plus se laisser porter par les courants pendant la nuit. Il dort dorénavant au bord de la rive, pour profiter de la descente durant la journée. Le 27 novembre, il décide de réduire son allure de moitié, pour ne pas en perdre une miette. Le 30 novembre, il passe la nuit à Almeirim. Le 2 décembre, sur les conseils de Cerreca, il décide de ne pas pousser jusqu’à Bélem, et de s’arrêter avant la baie de Marajó, à cause des forts courants de marée qui impliquent qu’il lui faudrait un mois pour parcourir les 200 derniers kilomètres. C’est aussi dans la baie de Marajo qu’il a fait naufrage en remontant le fleuve avec Crisitna, et quelques jours plus tôt, alors qu’il descendait l’Amazone, un nouveau naufrage a eu lieu, faisant 22 morts. Les deux jours qui suivent, il navigue entre les bras du fleuve très étroits. Les lianes tombent dans l’eau du haut des arbres au milieu des nénuphars regina où des grenouilles chantent sur les feuilles. Pour lui, cela restera le plus bel endroit de sa descente de l'Amazone. Le 5 décembre 1996, le fleuve est à nouveau très large, les courants de marée l’empêchent de naviguer aisément. Il atteint la localité de Curralinho qui se situe sur l'île de Marajó et décide de mettre un terme à son voyage, après 2 880 kilomètres.

## Traversée de l’Atlantique en Catamaran
En collaboration avec le constructeur de bateau Frédy Stoll, il se lance dans le projet de traverser à nouveau l’Atlantique, mais cette fois à bord d’un catamaran rendu insubmersible grâce à deux flotteurs pneumatique. Cela s’avère être une première pour lui, car il n'avait jamais effectué de catamaran par le passé. L’embarcation est dépourvue de cabine et sans pilote automatique, ce qui implique que la nuit, il doit se réveiller toutes les heures pour contrôler son cap. Le catamaran est baptisé En champagne, du fait que le principal sponsor, l'entreprise En Cornu, est un fabricant de flûte de champagne. Franziska Rochat-Moser, qui vient de gagner le marathon de New York en 1997, a accepté la sollicitation d’inaugurer le catamaran, le vendredi 5 décembre 1997 dans la commune de Champagne, en soutien à Roger Montandon, qui comme elle, cherche continuellement à dépasser ses limites.
Bien qu’il ne s’agisse pas d’une première, il est assez rare d’utiliser une telle embarcation sur pneumatique. En 1952, Alain Bombard avait par exemple déjà effectué une telle traversée, mais dans des conditions plus difficiles, car il ne disposait pas d’équipement de communication comme lui en possède sur son embarcation.
Le catamaran, de marque CATX4, est long de 6,25 mètres, large de 2,45 mètres, pour un poids de la 180 kg à vide. La voilure fait 17 m2 et le tirant d’eau 10 cm. L’habitable fait 2,2 sur 3 mètres et un ordinateur à transmission satellite se trouve à bord.
Il prend le départ le 11 février 1998 aux îles Canaries, à Pasito Blanco, à destination de la Martinique pour une distance de 5 400 kilomètres. Il arrive le 21 février à Do Sal. Durant ces dix premiers jours, il a très peu mangé, bu et dormi, en raison des vents de force 6 sur l'échelle de Beaufort, qui se sont rapidement invité dans la course, et dans la foulée, sa pipe est passée par-dessus bord. En outre, ses flotteurs ont été malmenés et ils étaient usés, ce qu’il l’a contraint à faire une étape au Cap-Vert pour remplacer les flotteurs, avant de repartir le lendemain, avec une nouvelle pipe qui lui a été offerte par un journaliste du journal Le Matin. Le reste de la traversée s’est avéré plus calme au niveau du temps, mais le dernier jour a été épique, car des vents de 100 km/h accompagné de pluie lui ont mis les nerfs à rude épreuve et fait prendre de grand risque. Il parvient néanmoins à atteindre Sainte-Luce en Martinique, le 19 mars 1998, au bout de 36 jours.
De cette expérience, quelques jours après son arrivée, il confie sur place aux médias, qu’il ne referait pas une telle traversée dans de pareilles conditions et qu'il avait eu peur pour sa vie. Ce catamaran sur flotteurs, bien qu’il offrait une certaine résistance, n’était guère stable et avançait plutôt lentement. Il n’est parvenu qu’une seule fois à atteindre les neuf nœuds, mais en règle générale, dès qu’il atteignait les six nœuds, il rejoignait la vague suivante et celle-ci mettait de travers le catamaran. D’autre part, même de simples vagues, s’éclaboussaient sur lui, ce qui avait pour conséquence, que l’eau salée qui lui parvenait dessus, finissait par lui ronger la peau et les lèvres, avec une impression à la longue, de brûlure. En outre, il ne pouvait guère se lever, car le fait de se mette debout faisait tanguer le catamaran, et cette position en grande partie assise lui donnait mal aux jambes. Malgré cela, pour lui, cette traversée était plus une épreuve psychologique que physique et il trouvait refuge à cette épreuve morale, dans la lecture de la bible. Il garde néanmoins de très bon souvenir de ses nuits à la belle étoile, en observant la voie lactée, et il eut même l’occasion de contempler une éclipse solaire.
Après cette traversée tourmentée sur mer, il a une belle occasion de retrouver la stabilité sur terre, en épousant deux mois plus tard, le 28 mai 1998, sa fiancée Cristina Diniz, à Yverdon-les-Bains.

## Navigation sur le lac Léman et retraite au Brésil
Comme à son habitude, il se lance de nouveaux défis, qui cette fois, n’aboutiront pas, faute de financement. Parmi eux, il y avait la traversée de l'océan Pacifique à la rame, ou à nouveau l’Atlantique, mais cette fois à bord d’un canot pneumatique tracté par un cerf-volant, conçu et fabriqué au Japon. Cette méthode, selon lui, comportait moins de risque que sa précédente traversée, car ce bateau, s’il se retournait, il pouvait seul, le remettre à l’endroit. Il avait pu tester une telle embarcation sur le lac Léman. Le projet avait bien démarré, mais la traversée à bord de ce bateau sur l’Atlantique n’eut jamais lieu.
Pour subvenir à ses besoins, après que le chantier naval de Grandson ait vu son activité réduite en 1999 pour des difficultés financières, il dut se résoudre à trouver un autre emploi, et le patron de la société des Mouettes genevoises navigation, Roland Charrière, ayant pris connaissance de sa situation, pris contact avec lui pour lui proposer un emploi comme navigateur sur les bateaux des mouettes genevoises sur le lac Léman, ce qui implique aussi, qu'il doit s'installer à nouveau à Genève. Avant cela, il dut néanmoins passer son permis fédéral de navigation, qu’il finit par obtenir le 26 mars 1999, non sans crainte et appréhension, bien qu'il ait navigué en solitaire sur l’Atlantique notamment. Le 12 avril 1999, il commence à naviguer sur les mouettes genevoises, en qualité de capitaine, sous le regard de son épouse Cristina, qui a également été engagée, sur la terre ferme, au guichet des mouettes genevoises. Il effectue la traversée de la petite rade pour les touristes et habitants de la région, ainsi que la croisière des parcs et résidences, qu'il affectionne plus particulièrement, car elle lui permet de laisser plus facilement son esprit voguer sur d'autres horizons.
Pendant sept ans, durant la belle saison, d'avril à octobre, il navigue sur le lac Léman, et dès l’automne jusqu’au printemps, il s’occupe de la maintenance des mouettes et s'envole parfois pendant les vacances, au Brésil, sur l'île de Marajó, une île aussi grande que la Suisse, très peu habitée, où il a l’impression d’être au bout du monde. Là-bas, à l’approche de sa retraite, il fait construire une petite auberge avec une dizaine de Bungalow pour les touristes, avec comme distraction pour leur séjour, des excursions sur l’Amazone. Il s’installe définitivement avec son épouse Cristina, à la fin de l’année 2006, lorsqu’il prend sa retraite, dans sa pousada Beija Flor, dans le village de Salvaterra, à une centaine de kilomètres de Belém. Ses séjours en Suisse deviennent par la suite plutôt rare, comme en témoigne le reportage effectué par la radio télévision suisse, en juin 2013.

### Biographie
- Laurent Antonoff, Roger Montandon : un petit bateau dans la tête, Éditions Favre, 1997  (ISBN 2828905454).

### Documentaire
- Roger Montandon : le rêve à fleur de peau, 19 octobre 2005, Passe-moi les jumelles